# James Dutton (1er baron Sherborne)
James Naper Dutton, 1er baron Sherborne (22 octobre 1744 - 22 mai 1820), est un pair britannique. 

## Biographie
Il est le fils de James Lenox Dutton (à l'origine, James Lenox Naper) de Sherborne, Gloucestershire, et de sa deuxième épouse, Jane, fille de Christopher Bond. Il fait ses études au Collège d'Eton (1755-1762) et à Christ Church, Oxford (1763). 

## Carrière politique
Il est nommé haut-shérif de Gloucestershire de 1779 à 1780 et élu député de Gloucestershire en 1780, poste qu'il occupe jusqu'en 1784. La dernière année, il est élevé à la pairie sous le nom de Lord Sherborne, baron de Sherborne, dans le comté de Gloucester,. 

## Famille
Lord Sherborne épouse Elizabeth, fille de Wenman Coke, en 1774. Ils ont quatre enfants: 
- Elizabeth Jane Dutton (1775-1836), épouse Thomas Howard, 16e comte de Suffolk.
- Anne Margaret Dutton (1776-1852)
- Frances Mary Dutton (1778-1807), mariée au prince Ivan Ivanovitch Bariatinski de Russie (1772-1825) [3] Ministre russe à la Cour de Bavière [4].
- John Dutton (2e baron Sherborne) (1779-1862), épouse Mary Bilson Legge (1780-1864), fille de Henry Bilson Legge, 2e baron Stawell (1757-1820).

Lord Sherborne décède en mai 1820, à l'âge de 75 ans. Son fils, John, lui succède dans la baronnie. Lady Sherborne est décédée en décembre 1824.